# Égerfa-sarlósszövő
Az égerfa-sarlósszövő (Drepana curvatula) a sarlósszárnyúfélék családjába tartozó, Eurázsiában honos lepkefaj. 

## Megjelenése
Az égerfa-sarlósszövő szárnyfesztávolsága a hím esetében 2,6-3,2 cm, a nőstényé 3,5-4 cm. Teste barna vagy sötétbarna. Szárnyai lilás fényű barna vagy sötétbarna színűek. Az elülső szárnyon A sarlósan hajló csúcstól erős, markáns vörösbarna vonal húzódik ívesen lefelé, amely pihenő helyzetben olyannak látszik, mintha szárnycsúcstól szárnycsúcsig tartana. Ettől lefelé egy gyengébb szegélyközeli, felfelé pedig két hullámos és egy kb. egyenes halvány barna keresztvonal díszíti a szárnyat. A szárny közepén két-két kisebb sötétebb folt (egyik valamivel nagyobb, mint a másik) látható. Néha egy harmadik, egészen kicsi, pontszerű folt is jelentkezik. A hátulsó szárny kissé halványabb színű, számos halvány, barna, hullámos harántsáv fut rajta keresztül; közülük az egyik erősebb a többinél. Az elülső szárny fonákja világosabb, a hátsóé sötétebb sárga. A szárnyak rojtja barna vagy sötétbarna.
A nőstények általában világosabbak, de előfordul világos hím és sötétebb nőstény is.
Petéje tojásdad, sárga színű.
A hernyó alapszíne zöld, háta barna, rajta rövid, páros, húsos nyúlványokkal. Feje barna, fehér rajzolattal. Bábja barna, szárnytokja sötétebb. 

### Hasonló fajok
A nyárfa-sarlósszövő elülső szárnyainak közepén egy nagyobb, szürke folt található. Hasonlíthat hozzá a csipkés sarlósszövő, a hársfa-sarlósszövő, a tölgyfa-sarlósszövő, a bükkfa-sarlósszövő is.

## Elterjedése
Eurázsiában honos az Ibériai-félszigettől Japánig. Magyarországon szórványosan fordul elő, az Alföldről (északkeleti részét kivéve) hiányzik, de a Dél-Dunántúlon helyenként gyakori. 

## Életmódja
Ártéri ligeterdőkben, folyópartokon, hegyvidéki égeresekben, láperdőkben él. Éjjel aktív.  
Évente két nemzedéke nő fel, imágóit április-júniusban, illetve július-szeptemberben látni. Hernyója főleg az éger, ritkábban a nyír és tölgy leveleit rágja. Összeszőtt levelek között bábozódik és bábként telel át.  

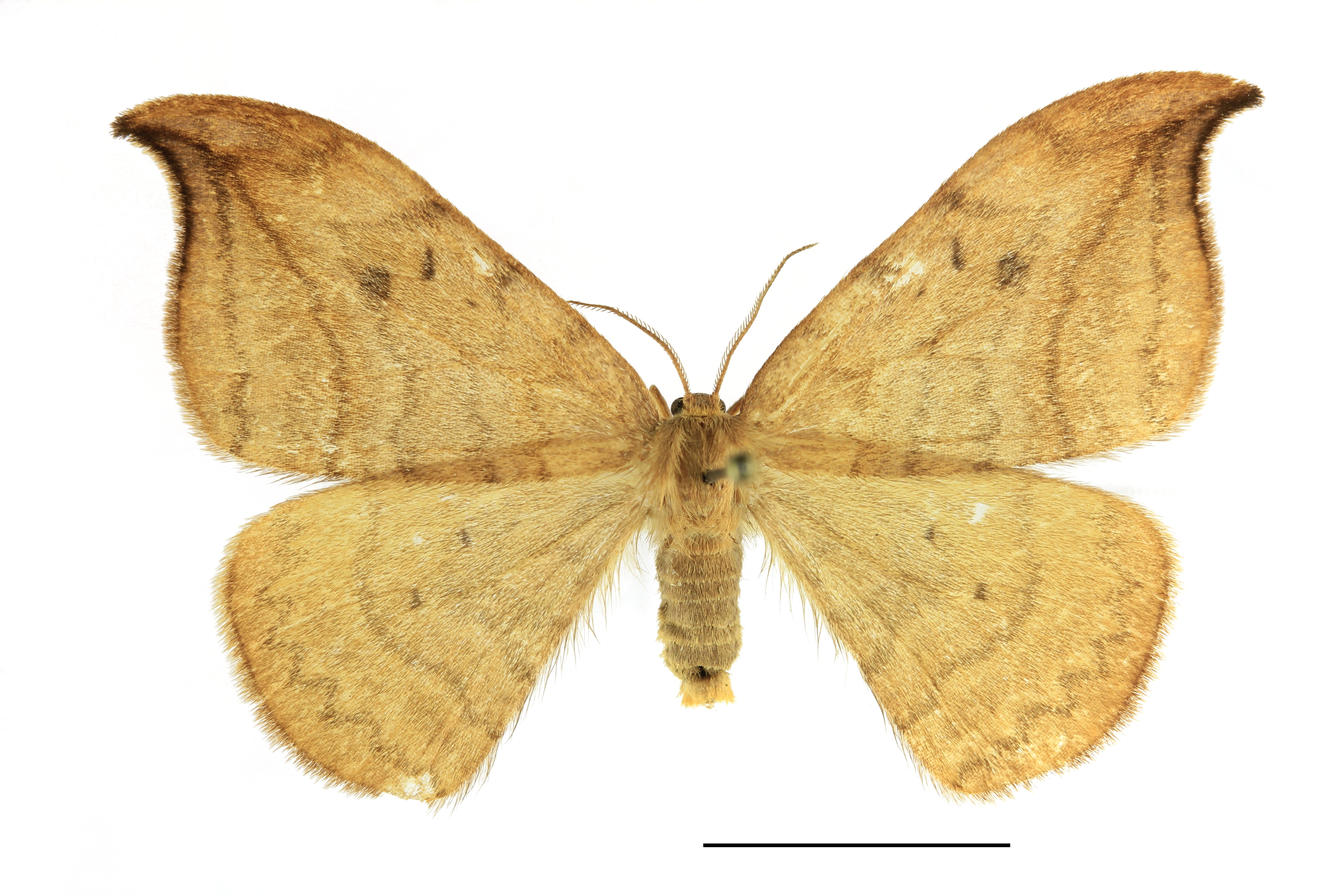
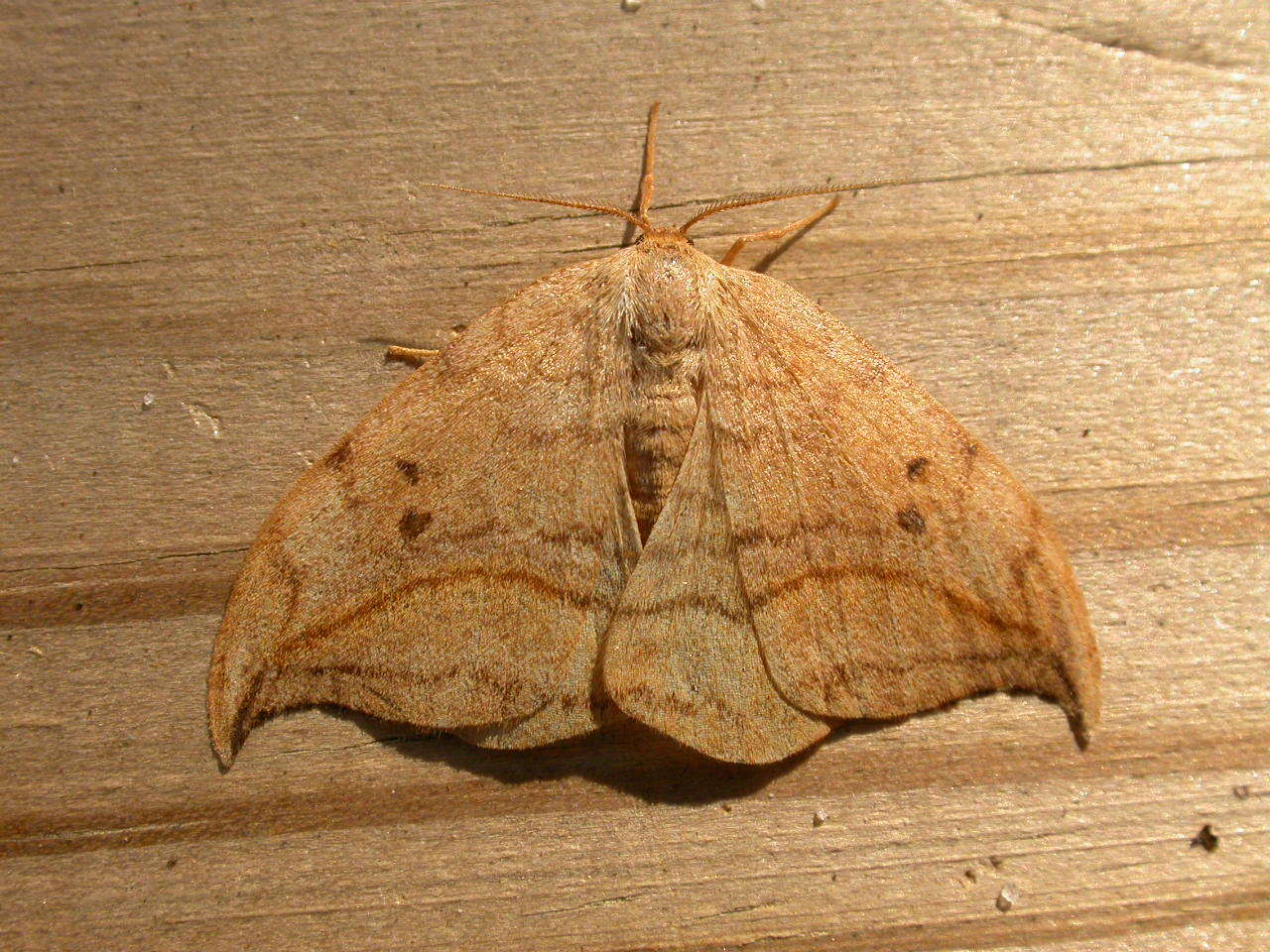
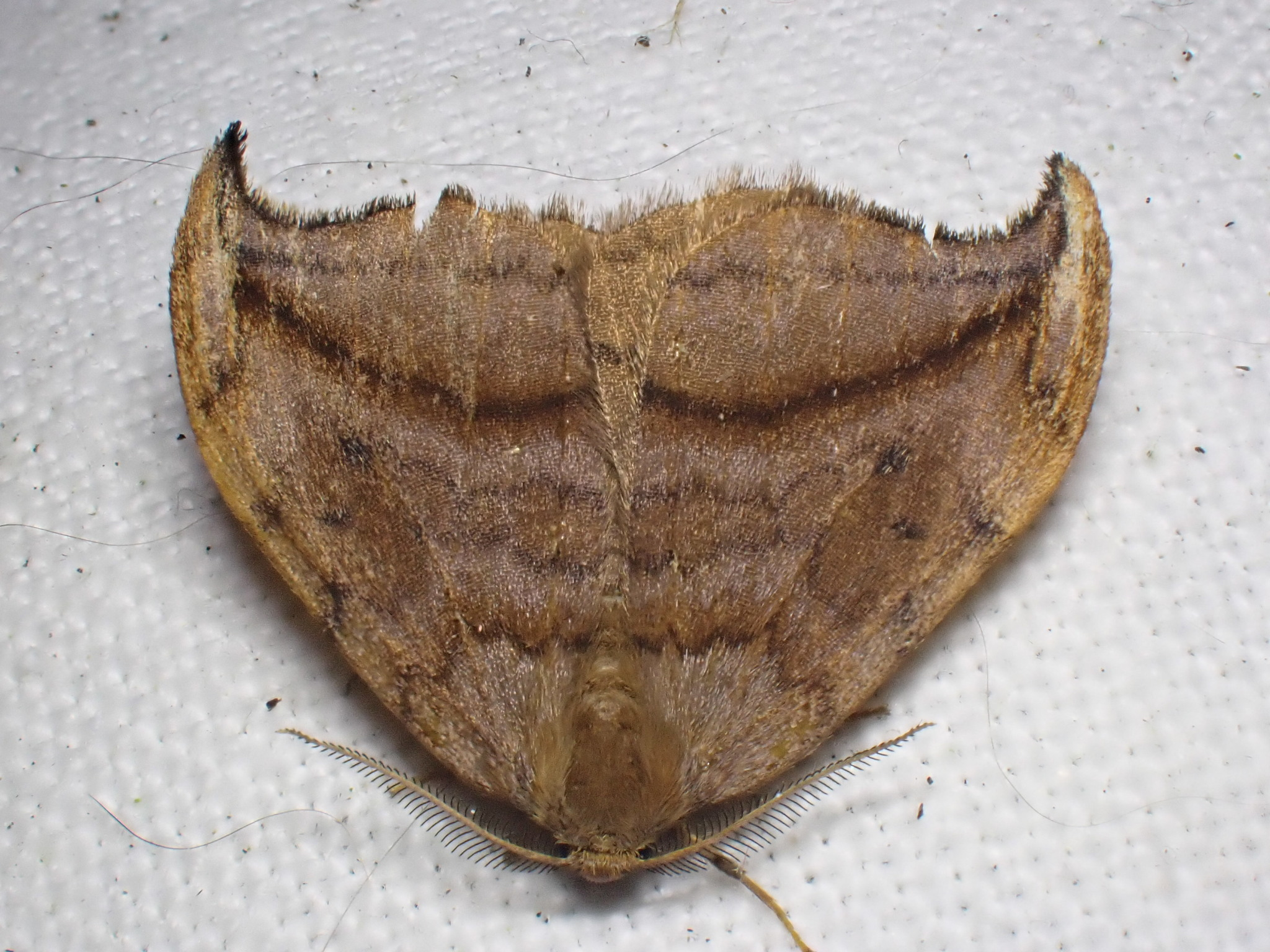
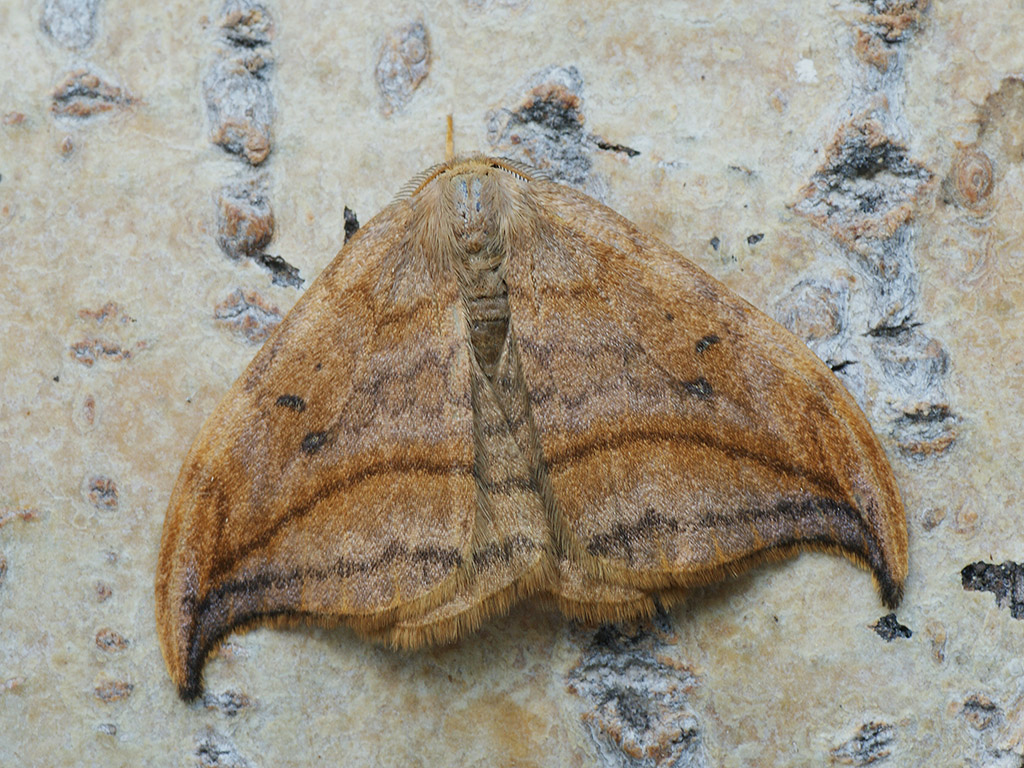
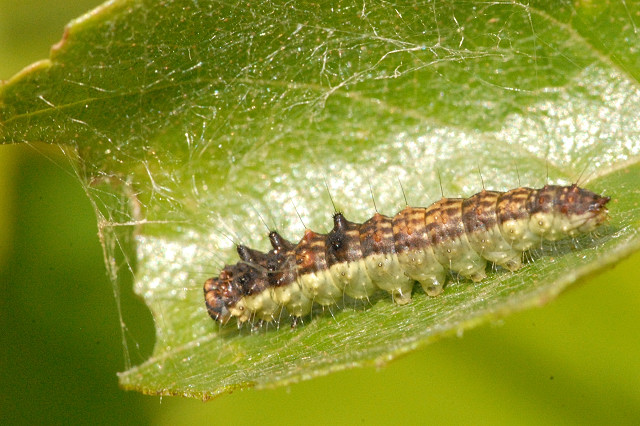

Magyarországon nem védett.